# Pintor de Hirschfeld

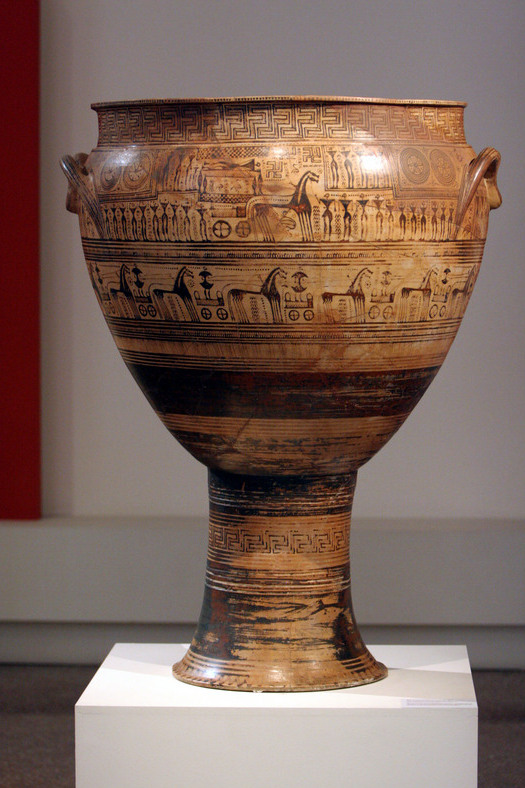
Crátera de Hirschfeld, Museo Arqueológico Nacional de Atenas 990.

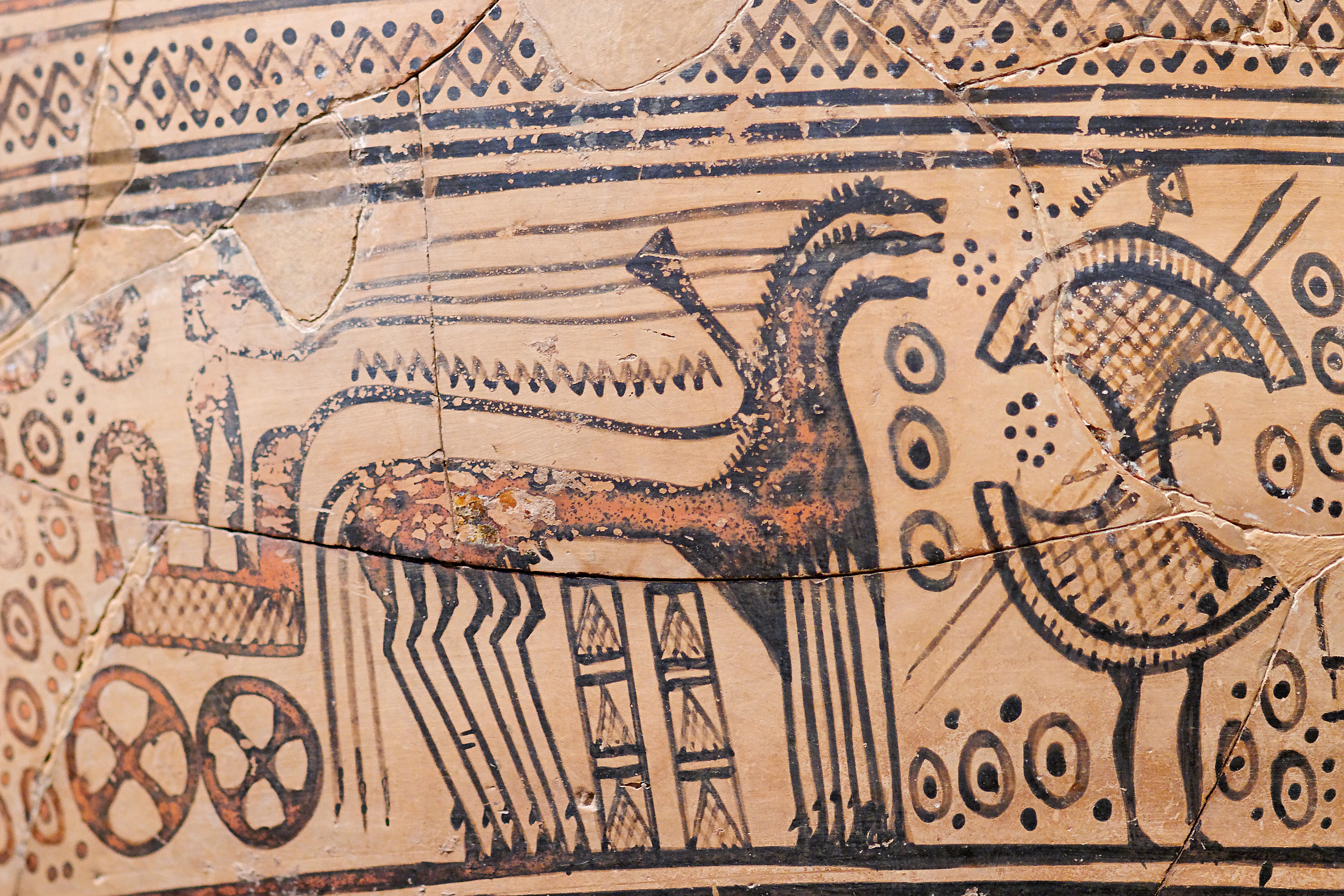
Taller del Pintor de Hirschfeld (atribución), Crátera funeraria ateniense, tardo geométrico I. Detalle del registro inferior con procesión de carros e infante. MET 14.130.14.

Pintor de Hirschfeld es el nombre convenido asignado a un vaso y ceramógrafo griego activo en Ática entre el 750 y el 725 a. C. Su producción forma parte del estilo tardo geométrico. Su nombre se debe al arqueólogo Gustav Hirschfeld quien en 1872 fue el primero en describir la obra principal a atribuida al pintor, la crátera del Museo Arqueológico Nacional de Atenas NM 990.

## Estilo

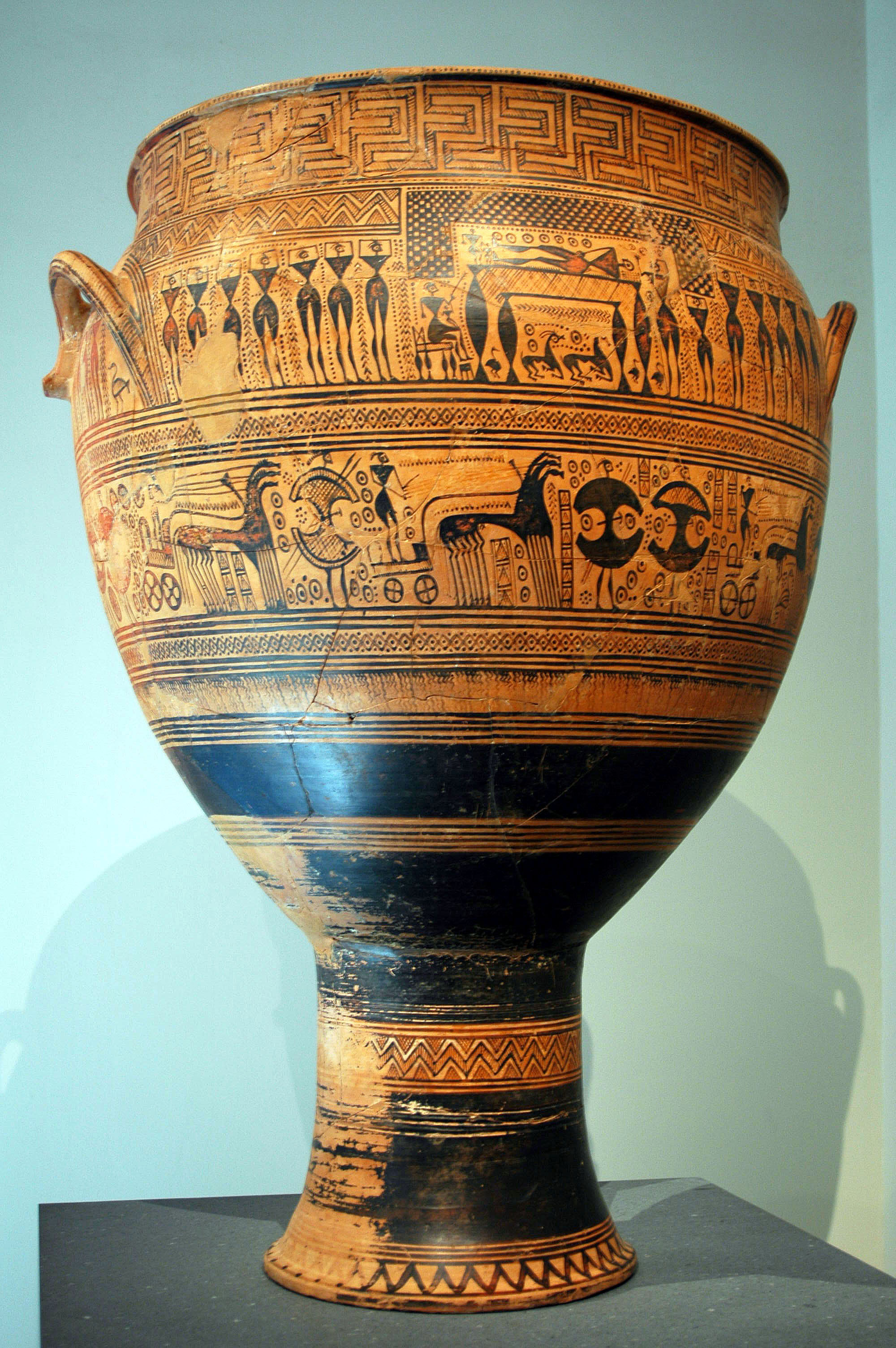
Taller del Pintor de Hirschfeld (atribución), Crátera funeraria ateniense, tardo geométrico I, 750-735 a. C. altura 108,3 cm. Nueva York, Museo Metropolitano de Arte 14.130.14.

El estilo del Pintor de Hirschfeld retoma el iniciado por el Maestro del Dípilon y su taller, pero como se ejemplifica en la crátera 990 NM, la mayor parte de la superficie del recipiente está dedicado a escenas corales y densamente pobladas con figuras humanas. La decoración geométrica —los festones, meandros, los losanges, las líneas punteadas y triángulos— asume la función ornamental subordinada a las escenas que, aún no se puede hablar de una protonarración, sino que demuestra un interés que preludia en este aspecto y que será característico del estilo siguiente tardo geométrico II.

## Obras atribuidas
- Escifo, tardo geométrico I, Boston, Museo de Bellas Artes 1971.19[3][4]
- Crátera, tardo geométrico I, Atenas, Museo Arqueológico Nacional NM 990[5][6]
- Crátera, tardo geométrico I, Nueva York,  Museo Metropolitano de Arte 14.130.14[7][8][9]